# Чечков, Андрей Тимофеевич
Андрей Тимофеевич Чечков — советский хозяйственный, государственный и политический деятель.

## Биография
Родился в 1905 году в селе Бормашёво. Член КПСС с 1929 года.
С 1929 года — на хозяйственной, общественной и политической работе. В 1929—1970 гг. — заместитель начальника, начальник копрового цеха завода имени Коминтерна, заместитель заведующего Отделом, 2-й, 1-й секретарь Амуро-Нижнеднепровского районного комитета КП(б) Украины, заместитель начальника, начальник Управления НКВД по Сталинской области, начальник Управления строительства № 49 НКВД Южного фронта, начальник Оперативной группы НКВД Украинской ССР, начальник Управления МВД по Сталинской области, заместитель министра внутренних дел Украинской ССР по кадрам, заместитель начальника II-го главного управления при СМ СССР по кадрам, заместитель начальника Главного управления Министерства среднего машиностроения СССР, заместитель министра внутренних дел Грузинской ССР, заместитель директора Института биофизики Академии наук СССР, заместитель начальника цеха Особого конструкторского бюро нового оборудования, старший контрольный мастер объекта № 25, директор лечебно-оздоровительного учреждения.
Делегат XVIII съезда ВКП(б).
Умер в Москве в 1975 году.